# Orlen Cup 2014
2. Orlen Cup – mityng lekkoatletyczny rozegrany 4 czerwca 2014 na Starym Rynku w Płocku.
Rozegrane zostały konkursy skoku wzwyż kobiet oraz pchnięcia kulą mężczyzn.
Transmisję z zawodów przeprowadziła TVP Sport.

## Rezultaty
| Konkurencja:            | 1. miejsce      | Rezultat | 2. miejsce        | Rezultat | 3. miejsce         | Rezultat |
| Pchnięcie kulą mężczyzn | Reese Hoffa     | 20,85    | Tomasz Majewski   | 20,53    | Georgi Iwanow      | 19,93    |
| Skok wzwyż kobiet       | Kamila Lićwinko | 1,97     | Svetlana Radzivil | 1,95     | Justyna Kasprzycka | 1,92     |